# 下総豊里駅
下総豊里駅（しもうさとよさとえき）は、千葉県銚子市笹本町にある、東日本旅客鉄道（JR東日本）成田線の駅である。

## 歴史
- 1933年（昭和8年）3月11日：鉄道省成田線笹川駅 - 松岸駅間延伸時に開設[1][3]。旅客・貨物取扱[3]。
- 1971年（昭和46年）10月1日：貨物取扱廃止[3]。
- 19XX年（時期不明）：業務委託駅化。
- 1985年（昭和60年）3月1日：無人駅化[2]。
- 1987年（昭和62年）4月1日：国鉄分割民営化に伴い、東日本旅客鉄道（JR東日本）の駅となる[1][3]。
- 2008年（平成20年）3月中旬：駅舎改築。
- 2009年（平成21年）3月14日：ICカード「Suica」の利用が可能となる[4]。東京近郊区間に組込まれる[4]。

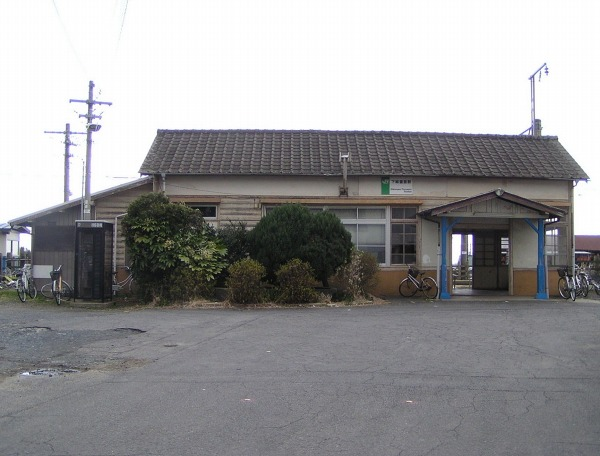
旧駅舎（2006年3月）

## 駅構造
相対式ホーム2面2線を有する地上駅。ホームは嵩上げされていない。南側の2番線ホームの南側に接して駅舎があり、2つのホームは椎柴方の跨線橋で結ばれている。北側のホームの跨線橋を降りたところにも出口があり、こちらからも出入り可能。北側のホームには小さな待合所が建てられている。
かつては木造平屋建ての駅舎で、待合所部分のみが使われていた。待合所内部には出札窓口や小荷物用の窓口も残るが、いずれも使用されていなかった。出札窓口の前には乗車駅証明書発行機が置かれていた。1985年（昭和60年）から成田統括センター銚子駅管理の無人駅となっている。現在は、鉄骨平屋建ての駅舎に建て替えられ、向かって右側がガラス張りの待合室で、左側がトイレとなっている。トイレは水洗の洋式便器で、男子用は駅前通り側、女子用はホーム側にある。
駅舎入口付近には乗車駅証明書発行機・簡易Suica改札機が設置されている。

### のりば
| 番線 | 路線    | 方向 | 行先           |
| ---- | ------- | ---- | -------------- |
| 1    | ■成田線 | 下り | 銚子方面       |
| 2    | ■成田線 | 上り | 成田・千葉方面 |

（出典：JR東日本:駅構内図）
- ホームは8両編成までに対応する。

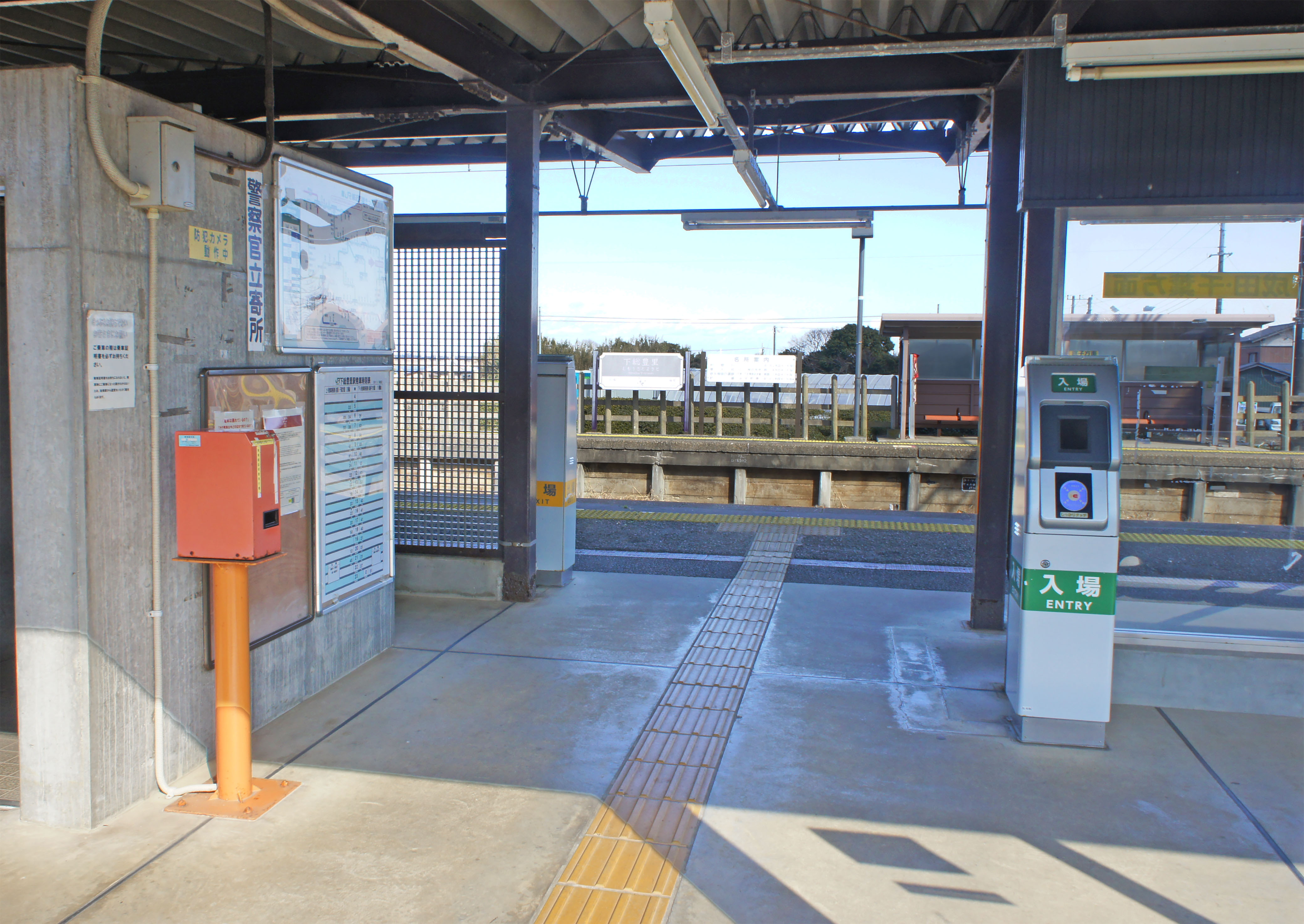
改札口（2022年2月）
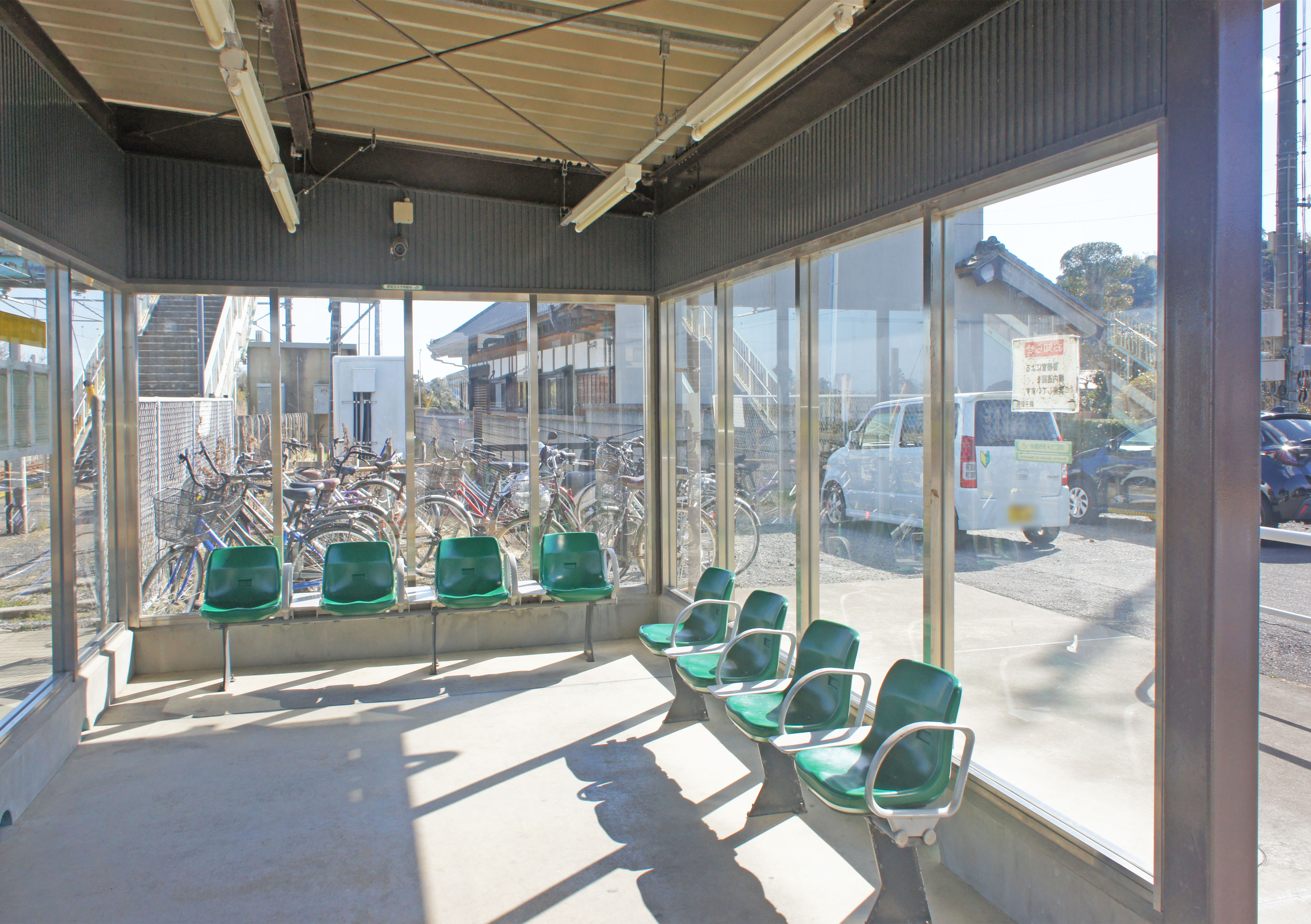
待合室（2022年2月）
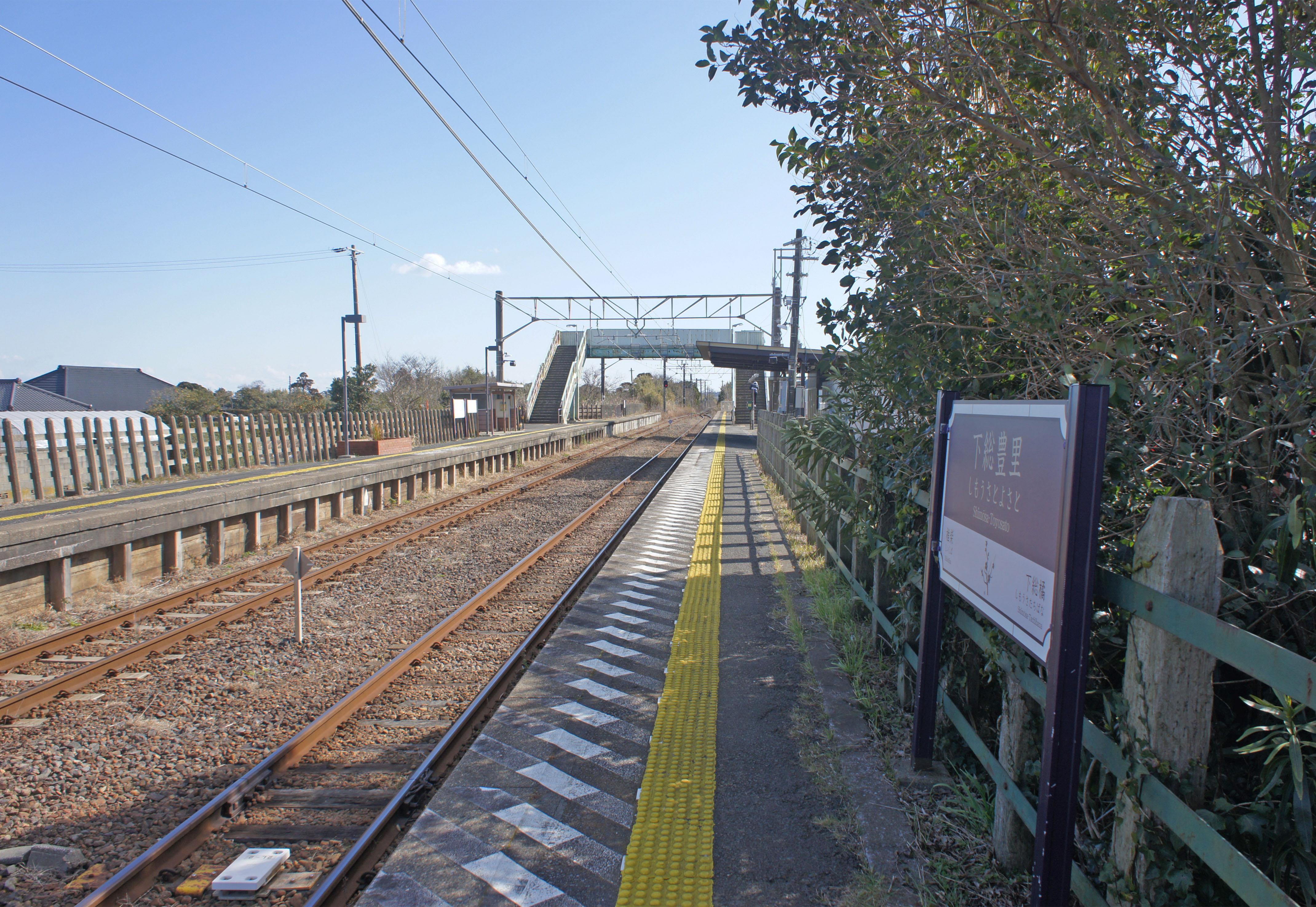
ホーム（2022年2月）

## 利用状況
2006年（平成18年）度の1日平均乗車人員は171人である。
千葉県統計年鑑によると、近年の1日平均乗車人員の推移は以下の通り。
| 年度               | 1日平均 乗車人員 | 出典     |
| ------------------ | ---------------- | -------- |
| 1990年（平成02年） | 199              | [ * 1 ]  |
| 1991年（平成03年） | 202              | [ * 2 ]  |
| 1992年（平成04年） | 200              | [ * 3 ]  |
| 1993年（平成05年） | 204              | [ * 4 ]  |
| 1994年（平成06年） | 183              | [ * 5 ]  |
| 1995年（平成07年） | 210              | [ * 6 ]  |
| 1996年（平成08年） | 207              | [ * 7 ]  |
| 1997年（平成09年） | 199              | [ * 8 ]  |
| 1998年（平成10年） | 206              | [ * 9 ]  |
| 1999年（平成11年） | 207              | [ * 10 ] |
| 2000年（平成12年） | 207              | [ * 11 ] |
| 2001年（平成13年） | 190              | [ * 12 ] |
| 2002年（平成14年） | 189              | [ * 13 ] |
| 2003年（平成15年） | 200              | [ * 14 ] |
| 2004年（平成16年） | 198              | [ * 15 ] |
| 2005年（平成17年） | 198              | [ * 16 ] |
| 2006年（平成18年） | 171              | [ * 17 ] |

## 駅周辺
駅出入口は南西側に位置し、駅の北側を国道356号（利根水郷ライン）が走っている。500メートル程北へ行くと利根川（右岸）に突き当たる。駅より南西1キロメートル程のところには豊里ニュータウンがある。
- 国道356号
- 千葉県道74号多古笹本線
- 銚子市役所豊里出張所
- 銚子警察署豊里駐在所
- 銚子市立豊里小学校
- 新国立劇場舞台美術センター・資料館（豊里ニュータウン内）
- ちばみどり農業協同組合豊里出張所
- 諸持郵便局
- 菅原大神
- 東大神桜井浜鳥居
- 桜井町公園
- フレッシュマルトモ
- 藤工務所
- レインボーヒルズカントリークラブ（徒歩約30分）
- 千葉交通「豊里駅入口」停留所

## 隣の駅
東日本旅客鉄道（JR東日本）
■成田線
下総橘駅 - 下総豊里駅 - 椎柴駅

### 記事本文

### 利用状況
1. ↑  千葉県統計年鑑 - 千葉県
2. ↑  銚子市統計書 - 銚子市

千葉県統計年鑑
1. ↑  千葉県統計年鑑（平成3年）
2. ↑  千葉県統計年鑑（平成4年）
3. ↑  千葉県統計年鑑（平成5年）
4. ↑  千葉県統計年鑑（平成6年）
5. ↑  千葉県統計年鑑（平成7年）
6. ↑  千葉県統計年鑑（平成8年）
7. ↑  千葉県統計年鑑（平成9年）
8. ↑  千葉県統計年鑑（平成10年）
9. ↑  千葉県統計年鑑（平成11年）
10. ↑  千葉県統計年鑑（平成12年）
11. ↑  千葉県統計年鑑（平成13年）
12. ↑  千葉県統計年鑑（平成14年）
13. ↑  千葉県統計年鑑（平成15年）
14. ↑  千葉県統計年鑑（平成16年）
15. ↑  千葉県統計年鑑（平成17年）
16. ↑  千葉県統計年鑑（平成18年）
17. ↑  千葉県統計年鑑（平成19年）